# Andrelandia (tiểu vùng)
Andrelândia là một đô thị của Braxin thuộc bang Minas Gerais. Nó nằm ở phía Đông Nam và Nam Mesoregion Minas và bao gồm các vùng Tiểu vùng Andrelândia, Andrelândia  nằm cách Belo Horizonte -thủ phủ của bang khoảng 300 km (190 mi) về phía nam.
Andrelândia có diện tích 4.833 km vuông  và dân số là 12.206 người vào năm 2020, trở thành thành phố đông dân thứ 294 ở bang Minas Gerais và thứ hai của tiểu vùng.

## Lịch sử
Nó được thành lập vào ngày 20 tháng 7 năm 1868, với tên Vila Bela do Turvo và bao gồm năm quận: Turvo, Arantes, Bom Jardim, Madre de Deus do Rio Grande và San Vicente Ferrer. Qua nhiều năm, các quận đã biến thành thành phố, chỉ còn lại Andrelândia ở lại, một quận duy nhất của nó.
Thành phố đã thay đổi rất nhiều tên theo thời gian Nhưng hiện tại nó đã có tên là Andrelandia kể từ khi luật  tiểu bang 1160 được ban hành kể từ ngày 19 tháng 9 năm 1930.

## Bài Liên Quan
Danh sách các thành phố tự trị ở Minas Gerais